# Grande Indonésia

Mapa da Grande Indonésia, incluindo Indonésia, Malásia, Brunei, Singapura e Timor Leste.

A Grande Indonésia, ou como é chamada na Indonésia e na Malásia, a Indonesia Raya ou Melayu Raya, era um conceito político que buscava trazer a chamada raça malaia, da qual apenas faziam parte os malaios, unindo os territórios britânicos da Malásia e Bornéu com as Índias Orientais Neerlandesas. Foi defendida por estudantes e graduados do Sultan Idris Training College para professores malaios no final dos anos 1920, e indivíduos de Sumatra e Java, incluindo Muhammad Yamin e Sukarno na década de 1950. A Indonesia Raya ("Grande Indonésia") é também o nome do hino nacional indonésio.

## Desenvolvimento da ideia na era colonial
No final da década de 1920, a ideia de formar uma nova nação independente cresceu entre o povo das Índias Orientais Neerlandesas, especialmente entre os pribumi instruídos (indonésios nativos). Enquanto na península malaia, a ideia da Grande Malaia foi proposta. Nas Índias Orientais Neerlandesas, os jovens ativistas dos nacionalistas indonésios estavam mais interessados em formar uma Indonésia independente. Em 1928, o Juramento dos Jovens foi declarado em Batavia (hoje Jacarta) por ativistas jovens nacionalistas indonésios proclamando três ideais; uma pátria, uma nação e apoiar uma língua unificadora.

## Segunda Guerra Mundial
Em julho de 1945, o KRIS (Kesatuan Rakyat Indonesia Semenanjung) ou o Sindicato dos Povos Peninsulares indonésios, que posteriormente seria modificado para "Kekuatan Rakyat Indonesia Istimewa" (Força Especial do Povo Indonésio) foi formado na Malásia Britânica sob a liderança de Ibrahim Yaacob e Dr. Burhanuddin Al-Hemy com o objetivo de alcançar a independência da Grã-Bretanha e união com a República da Indonésia. Este plano foi consultado com Sukarno e Hatta.
Em 12 de agosto de 1945, Ibrahim Yaacob encontrou-se com Sukarno, Hatta e Dr. Radjiman em Taiping, Perak. Sukarno foi para o aeroporto de Taiping em seu voo de volta de Saigon para Jacarta. Anteriormente Sukarno foi convocado pelo Marechal de Campo Hisaichi Terauchi em Dalat para discutir sobre a independência da Indonésia e receber uma declaração direta de Terauchi de que o Império Japonês permitiu a independência da Indonésia.